# Marçais
Marçais település Franciaországban, Cher megyében. Lakosainak száma 305 fő (2022. január 1.). Marçais Arcomps, Ardenais, Loye-sur-Arnon, Morlac, Orcenais, Saint-Pierre-les-Bois és Vallenay községekkel határos.

## Népesség
A település népességének változása:
| Lakosok száma | 484  | 372  | 371  | 306  | 311  | 288  | 282  | 296  | 304  | 305  |
|               | 1968 | 1982 | 1990 | 2006 | 2013 | 2015 | 2017 | 2019 | 2020 | 2022 |